# Pseudoseioptera
Pseudoseioptera är ett släkte av tvåvingar. Pseudoseioptera ingår i familjen fläckflugor.
Kladogram enligt Catalogue of Life:
| Pseudoseioptera | \| \| Pseudoseioptera albipes \| \| \| \| \| \| Pseudoseioptera dubiosa \| \| \| \| \| \| Pseudoseioptera ingrica \| \| \| \| |
|                 | \| \| Pseudoseioptera albipes \| \| \| \| \| \| Pseudoseioptera dubiosa \| \| \| \| \| \| Pseudoseioptera ingrica \| \| \| \| |
|                 | Pseudoseioptera albipes |
|                 | |
|                 | Pseudoseioptera dubiosa |
|                 | |
|                 | Pseudoseioptera ingrica |
|                 | |